# Pustynia serca
Pustynia serca (ang. Desert Hearts) – amerykański dramat filmowy z 1985 roku w reżyserii Donny Deitch. Adaptacja powieści Jane Rule pt. Desert of the Heart. Zdjęcia kręcono w Reno w stanie Nevada.
Głównym motywem filmu jest miłość dwóch kobiet. W latach 80. obraz stał się kultowym filmem w środowisku amerykańskich lesbijek.

## Fabuła
Lata 50. XX wieku. Profesor Vivian Bell przyjechała do Nevady, aby rozwieść się z mężem. Jest rozgoryczona swoim małżeństwem i nadto źle się czuje na rancho, na którym się zatrzymała. Mimo to powoli zaczyna czuć emocjonalne przyciąganie do młodej kobiety, Cay Rivers, pewnej siebie lesbijki, córki właściciela rancha. Przyciąganie przeradza się w uczucie i intymność.